# لويس دلغادو
لويس مانويل فيريرا دلغادو (بالبرتغالية: Luís Delgado‏)، من مواليد 1 نوفمبر 1979 في لواندا في أنغولا، لاعب كرة قدم أنغولي.
بدأ مسيرته الكروية مع نادي بيترو أتلتيكو في عام 2001، ولعب معهم حتى عام 2003، وفي عام 2003 انتقل إلى نادي بريميرو دو أغوستو، ولعب معهم حتى عام 2005، وفي موسم 2005/2006 انتقل إلى نادي بيترو أتلتيكو، ومنذ عام 2006 وهو يلعب مع نادي متز الفرنسي.
منذ عام 1998 وهو يلعب مع منتخب أنغولا لكرة القدم.

## روابط خارجية
- لويس دلغادو على موقع الاتحاد الدولي (مؤرشف)  (الإنجليزية)
- لويس دلغادو على موقع قاعدة بيانات كرة القدم.إي يو (الإنجليزية)
- لويس دلغادو على موقع ليكيب (الفرنسية)
- لويس دلغادو على موقع ناشيونال فوتبول تيمز (الإنجليزية)
- لويس دلغادو على موقع Soccerway.com (الإنجليزية)
- لويس دلغادو على موقع كووورة